# Nicolaj Thomsen
Nicolaj Thomsen (Skagen, 8 de mayo de 1993) es un futbolista danés que juega en la demarcación de centrocampista para el B.93 de la Segunda División de Dinamarca.

## Selección nacional
Tras jugar con la selección de fútbol sub-18 de Dinamarca, la sub-19 y la sub-21, finalmente hizo su debut con la selección absoluta el 18 de noviembre de 2014 en un partido amistoso contra Rumania que finalizó con un resultado de 2-0 a favor del combinado rumano tras un doblete de Claudiu Keserü.

## Clubes
| Club                 | País      | Año       | Partidos | Goles |
| -------------------- | --------- | --------- | -------- | ----- |
| Aalborg Boldspilklub | Dinamarca | 2011-2016 | 150      | 19    |
| F. C. Nantes         | Francia   | 2016-2017 | 15       | 1     |
| F. C. Copenhague     | Dinamarca | 2017-2021 | 90       | 4     |
| Vålerenga Fotball    | Noruega   | 2021      | 13       | 1     |
| SønderjyskE          | Dinamarca | 2022      | 16       | 1     |
| B.93                 | Dinamarca | 2022-     |          |       |

## Palmarés

### Campeonatos nacionales
| Título                 | Club                 | País      | Año  |
| ---------------------- | -------------------- | --------- | ---- |
| Superliga de Dinamarca | Aalborg Boldspilklub | Dinamarca | 2014 |
| Copa de Dinamarca      | Aalborg Boldspilklub | Dinamarca | 2014 |
| Superliga de Dinamarca | F. C. Copenhague     | Dinamarca | 2017 |
| Copa de Dinamarca      | F. C. Copenhague     | Dinamarca | 2017 |
| Superliga de Dinamarca | F. C. Copenhague     | Dinamarca | 2019 |